# Туюшево
Туюшево (баш. Түйыш) — деревня в Караидельском районе Республики Башкортостан Российской Федерации. Входит в состав Староакбуляковского сельсовета.

## География
Находится на реке Байки.
По описанию на конец XIX века «деревня Туюшева расположена на равнине, в северном крае участка, в 90 верстах от уездного города, в 5 верстах от села Байки — главного места сбыта продуктов. При селении речка Байка, годная для устройства мельниц».

### Географическое положение
Расстояние до:
- районного центра (Караидель): 23 км,
- центра сельсовета (Старый Акбуляк): 5 км,
- ближайшей ж/д станции (Щучье Озеро): 80 км.

## История
Входила в состав Байкибашевской волости Бирского уезда.

## Население
| 2002 | 2009 | 2010 |
| ---- | ---- | ---- |
| 119  | ↗126 | ↘121 |

Национальный состав
Согласно переписи 2002 года, преобладающая национальность — башкиры (98 %).
На 1899 год проживали «башкиры-вотчинники, в числе 14 дворов и 35 ревизских душ по X ревизии, из которых 6 душ уже лет 20 живут в деревне Ново-Шамратовой».

## Инфраструктура
Личное подсобное хозяйство с зоной сельскохозяйственного использования, индивидуальная застройка усадебного типа.
Основа экономики — сельское хозяйство. По описанию на конец XIX века:
«Надел был получен по раздельному акту. Земля в общей меже Суплярской дачи; свободный участок в 20 верстах, в Янсентовской даче. Пашня по холмистой местности; дальний конец от селения в 4 верстах. На южной границе течет ручей Кара-Сау. Распахана давно. Почва: суглинистый чернозем, глубиною б вершков. На полях встречаются сорные травы и камень-известняк. Хозяйство бессистемное, севооборот — пестрополье. Удобряют мало. Пашут сабанами. В селение имеется 3 веялки. Огороды разводятся для домашнего хозяйства. Скот — местной породы, пасется, кроме выгона, по жнивью. Лес по гористому месту, от селения на юго-восток. Полнота насаждения густая. Рубят без дележа. Избы топят частью своими, частью покупными дровами. Арендуют землю у своих однообщественников. Выгон присельный. Сенокос залежный. Сено иногда население прикупает».